# United Parcel Service
United Parcel Service, Inc. (UPS) és una de les grans empreses de paqueteria del món. Cada dia entrega més de 14 milions de paquets a més de 200 països de tot el món. Recentment s'ha expandit per a cobrir altres àrees relacionades amb el transport i la logística. La seu principal es troba a Atlanta, Geòrgia. La seu de Bienne, a Suïssa, s'encarrega de les operacions a Europa, Orient Mitjà i Àfrica.
El color marró dels seus camions, així com l'uniforme dels empleats, propicia el sobrenom amb què es coneix la companyia: "Big Brown". L'abril de 2003, UPS va passar a tenir un nou logotip, substituint així el disseny original del paquet i l'escut, obra de Paul Rand el 1961. Entre els seus principals competidors als Estats Units hi ha FedEx, DHL i el mateix United States Postal Service. Històricament, UPS només tenia competència de l'USPS en el mercat dels enviaments per terra a baix a cost. Tot i això, quan FedEx va adquirir RPS (Roadway Package System) canviant-li el nom per FedEx Ground, aquest últim es va convertir en un competidor. A més, DHL va comprar posteriorment Airborne Express.

## Història
El 1907, Jim Casey (amb 19 anys), va fundar l'American Messenger Company a Seattle, Washington, amb 100 dòlars que un amic seu li havia deixat. El 1913 es va unir amb Evert McCabe i van crear Merchants Parcel Delivery. El 1919 la companyia va créixer, va sortir de Seattle i va passar a dir-se United Parcel Service. El Comitè d'Accions Polítiques d'UPS ha estat el donant més generós als candidats federals en cada elecció des del 1992, amb un total de 14 milions de dòlars donats fins al 31 de desembre de 2005, segons indiquen els registres de la Comissió Federal d'Eleccions.
El 3 d'octubre de 2005, UPS Gran Bretanya va adquirir LYNX Express Ltd., una de les empreses britàniques més grans d'enviaments, per valor de 55,5 milions de lliures. L'operació va obtenir el vistiplau de la Comissió Europea. El primer centre d'operacions conjunt va iniciar la seva activitat a mitjans de 2006 a Dartford, a l'est de Londres. UPS és l'empresa de missatgeria més gran del món per ingressos, amb ingressos anuals d'uns 85.000 milions de dòlars EUA el 2020, per davant dels competidors DHL i FedEx. L'empresa és una de les empreses privades més grans dels Estats Units.

## Funcionament del sistema
UPS utilitza el que es coneix en anglès com a Hub and Spoke distribution paradigm, un model radial mitjançant el qual la companyia opera diversos centres que són el punt d'entrada dels enviaments alhora que proveeixen altres centres més grans anomenats hubs, on els classifiquen i envien al seu destí. El destí pot ser un altre hub si la distància és molt gran, o bé el seu destí final.

## Línia aèria
UPS opera la seva pròpia aerolínia (IATA: 5X, OACI: UPS, Indicatiu UPS) amb base a Louisville, Kentucky. A Europa, el seu centre principal es troba a Colònia, Alemanya.
A desembre de 2010, posseïa 209 aeronaus:
- 53 Airbus A300-600R
- 10 Boeing 747-400F
- 75 Boeing 757-200F
- 39 Boeing 767-300ERF
- 37 McDonnell Douglas MD-11F

A més, ja ha demanat 10 Airbus A380 de càrrega, i té opcions per a 10 més. S'espera que aquesta comanda estigui llesta entre 2009 i 2012. Per això ha passat d'haver demanat 90 Airbus 300 a sol·licitar-ne només 53.

## Curiositats
- David Ragan, corredor de la NASCAR, ha aparegut en anuncis d'UPS. A més, el seu Ford Fusion número 6 està patrocinat per la companyia.
- La contribució total d'UPS a United Way és de més de 57,3 milions de dòlars, un rècord als Estats Units.
- El color "marró UPS" està registrat per la companyia.
- El color "marró UPS" acostuma a ser relacionat amb el color Pantone 0607298. Tot i això, aquest no és un número vàlid.
- El disseny dels camions d'entrega d'UPS és únic i només l'empresa els fa servir. Els que queden obsolets es desmunten, sense permetre'n la venda.